# Языки Мальты
Основным языком Мальты является мальтийский, который наряду с английским, является официальным языком страны. Другим достаточно распространённым языком является итальянский.  

## Соотношение языков
Согласно данным на конец 2005 года практически всё население Мальты говорит по-мальтийски, 89,2 % — по-английски, 66 % — по-итальянски и 17 % по-французски . В целом мальтийцы довольно многоязычны: 92% знают как минимум один иностранный язык, 68 % — два языка, 23 % — три языка и лишь 8 % не знает ни одного иностранного языка.
| Язык        | Могут говорить, 2006 | Могут говорить, перепись 1995 | Предпочитают использовать, 2004 |
| ----------- | -------------------- | ----------------------------- | ------------------------------- |
| мальтийский | 100 %                | 98 %                          | 86 %                            |
| английский  | 89,2 %               | 76 %                          | 11,76 %                         |
| итальянский | 66 %                 | 36 %                          | 1,84 %                          |
| французский | 17 %                 | 10 %                          | -                               |

Указанные языки по-разному соотносятся в разных сферах. Так, согласно исследованию, проведённому в 2001 году, мальтийский является первым языком для 98,6 % населения Мальты, в то время как английский — лишь для 1,2 %. Отмечается, что 0,2 % называют оба языка в качестве первого. Несмотря на это, 14 % населения утверждают, что пользуются английским в семье, а 29 % — на работе. Мальтийским в семье пользуются 90 %, а на работе — 70 %.
Согласно другому исследованию, недавно опубликованному Национальным статистическим ведомством, 86 % мальтийцев предпочитают пользоваться мальтийским, 12 % — английским и менее 2 % — итальянским.